# Oratorio di San Rocco (Cailungo)
L'oratorio di San Rocco si trova appena fuori Cailungo, curazia (frazione) di Borgo Maggiore a San Marino.
Fu costruito in onore di San Rocco dopo la peste. Nell'interno si trova un dipinto in olio su tela del 1594 raffigurante la Madonna col Bambino in trono con San Rocco, San Marino e San Giovanni Battista.